# موسینوز موضعی پوستی
موسینوز موضعی پوستی (به انگلیسی: Cutaneous focal mucinosis) نوعی بیماری پوستی است که به صورت یک ندول یا پاپول تک، بروز می‌کند.